# Виджняна-бхайрава-тантра
Виджня́на-бхайра́ва-та́нтра (санскр. विज्ञानभैरवतन्त्र, IAST: vijñāna-bhairava-tantra, Тантра мудрости Бхайравы) — один из важных текстов школы Трика в кашмирском шиваизме. Текст представлен в виде беседы между Шивой и его супругой, где тот коротко рассказывает о 112 методах медитации. К ним относятся несколько вариантов осознанного дыхания, утверждения не-дуальности, джапы, упражнения визуализации и воображения и созерцания через каждое из чувств. Предпосылкой к успеху в практике любой из 112 техник является четкое понимание того, какой метод является наиболее подходящим.

## Текст
Текст Виджняна-бхайрава-тантры является главой Рудраямала-тантры, входящей в Бхайрава-Агаму. Деви просит Шиву раскрыть суть пути к реализации высшей реальности. В своем ответе Шива описывает 112 способов, как войти в всеобъемлющие и трансцендентные состояния сознания. Ссылки на это произведение встречаются в литературе о кашмирском шиваизме, с указанием, что он считается важным текстом в этой монистической философской школе. Общий объём текста — 163 стиха.
Текст впервые опубликован в 1918 году в серии кашмирских текстов и исследований (англ. Kashmir Series of Text and Studies, KSTS). В рамках серии были опубликованы два тома, один с комментариями Кшемараджи и Шивападьяи, другой с комментариями Ананда Бхатта (англ. Ananda Bhatta), называный Kaumadi.
Текст был популяризован на западе Полом Репсом, который привлек к тексту широкое внимание, включив английский перевод в свою популярную книгу Плоть и кость Дзен. Перевод Репса был подробно прокомментирован Ошо. После этого стали доступны ещё несколько переводов и комментариев к книге.
На территории России комментарии Ошо в Книге тайн публиковались трижды: в виде пятитомника «Вигьян Бхайрава Тантра», переводчик А. В. Солдатов, четырёхтомника «Книга тайн» в 2009 году, последняя публикация единым томом от 2016 года: Ошо, «Книга тайн», переведена с английского И. А. Потаповой и Т. В. Лебедевой.

## Переводы
- 1957 Пол Репс — Плоть и кость Дзен.[5]
- 1961 Лилиан Сильберн — Le Vijnana Bhairava.[6]
- 1972 Ошо — Книга Тайн.[7]
- 1979 Jaidev Singh — Vijnana Bhairava or Divine Consciousness.[8]
- 2002 Bettina Baumer — Vijnana Bhairava, The Practice of Centering Awareness.[9]
- 2003 Swami Saraswati Satyasangananda — Sri Vijnana Bhairava Tantra: The Ascent.[10]
- 2007 Swami Lakshmanjoo — Vijnana Bhairava, The Manual for Self Realization.[11]
- 2010 Dmitri Semenov — Vijnaanabhairava or Techniques for Entering Liminal Consciousness.[12]
- 2016 OSHO — The Book of Secrets The Sciense of Meditation.[13]

В начале 2000-х российский индолог Олег Ерченков осуществил два перевода тантры с санскрита с использованием Дж. Сингха Vijnana Bhairava or Divine Consciousness:
- Первый перевод — краткий или дословный перевод.
- Второй перевод — развёрнутый традиционный перевод-комментарий.

Также есть несколько переводов тантры на русский с английских сокращённых (всего 112 стихов) переводов П. Репса и М. Маги — эти переводы очень популярны в среде нео-йоги, хотя в них опущены некоторые важные практические моменты.